# 다르에스살람
다르에스살람(스와힐리어: Dar es Salaam, 옛 이름: 음지지마(스와힐리어: Mzizima), 아랍어: دار السلام Dār as-Salām[*])은 탄자니아의 옛 수도이며 가장 큰 도시이다. 1961년에서 1964년까지는 탕가니카의 수도였다. 다르에스살람은 아랍어로 "평화의 집", "평화의 땅"을 뜻한다.
다르에스살람은 현재 탄자니아의 행정 주이며 세 개의 지방 정부 지역과 행정 지구로 구성된다. 이는 각각 북쪽의 키논도니 (Kinondoni), 지역의 중심에 있는 일라라 (Ilala), 남쪽의 테메케 (Temeke)이다. 다르에스살람 지방은 공식적인 2002년 인구 조사에 따르면 2,497,940명의 인구를 가지고 있다. 비록 다르에스살람이 1964년에 도도마에 수도의 공식적인 지위를 뺏겼을지라도, 영구적인 중앙 정부 정치의 중심으로 남아있으며 주변 다르에스살람 지역을 위하여 수도로서 역할을 수행 중이다. 실제로 탄자니아의 공공기관들과 각국의 대사관, 기업들이 여기에 위치해있다. 

## 역사

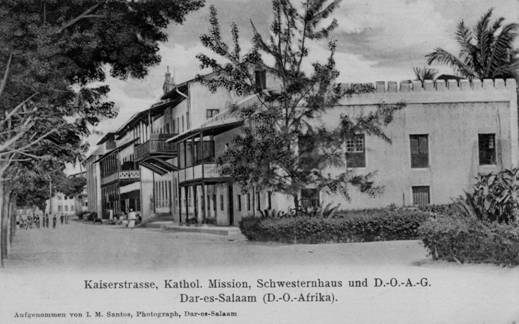
1905년경 독일령 동아프리카 다르에스살람

1859년 독일 함부르크 출신의 앨버트 로쉐가 미니지마 ("기운찬 마을")에 상륙한 첫 번째 유럽인이 되었다. 1866년 잔지바르의 술탄 세이드 마지드 (Seyyid Majid)가 아랍어 구로 "평화의 주거지"를 의미하는, 현재의 이름을 수여했다. 다르에스살람은 1870년 마지드의 죽음 후 쇠퇴하였지만 독일 동아프리카 회사가 이곳에 설립될 때인 1887년 되살아난다. 도시의 성장은 독일 동 아프리카의 행정적 상업적 중심으로서 역할에 촉진되었고 산업 확장이 1900년대 초기 중앙 철도선의 건설로부터 초래되었다.
독일 동아프리카는 제1차 세계대전 동안 영국에 의해 점령되었고 탕가니카로 불렸다. 다르에스살람은 당시 나라의 행정과 상업 중심으로서 유지되었다. 영국의 간접적인 통치 아래, 유럽인과 아프리카인 지역을 분리한채 도시 중심으로부터 거리를 두고 개발되었다.
2차 세계대전 뒤, 다르에스살람은 빠른 성장의 시기를 경험하게 되었다. 탕가니카 아프리카 국가 연합 (TANU)의 형성과 성장을 포함하는, 정치적 발전은 탕가니카를 1961년 12월 식민 지배로부터 독립을 달성하도록 이끌었다. 다르에스살람은 1964년 탕가니카와 잔지바르가 탄자니아로 합병되었을 때 또한 수도로서 역할을 지속했었다. 그러나, 1973년 조항들은 탄자니아의 내부에 있어 더 중앙에 위치한 시인 도도마를 수도로 재배치 하도록 만들었다. 그 재배치 과정은 아직 완성된 상태가 아니며, 다르에스살람은 탄자니아 제 1의 도시로 남아있다.

## 경제

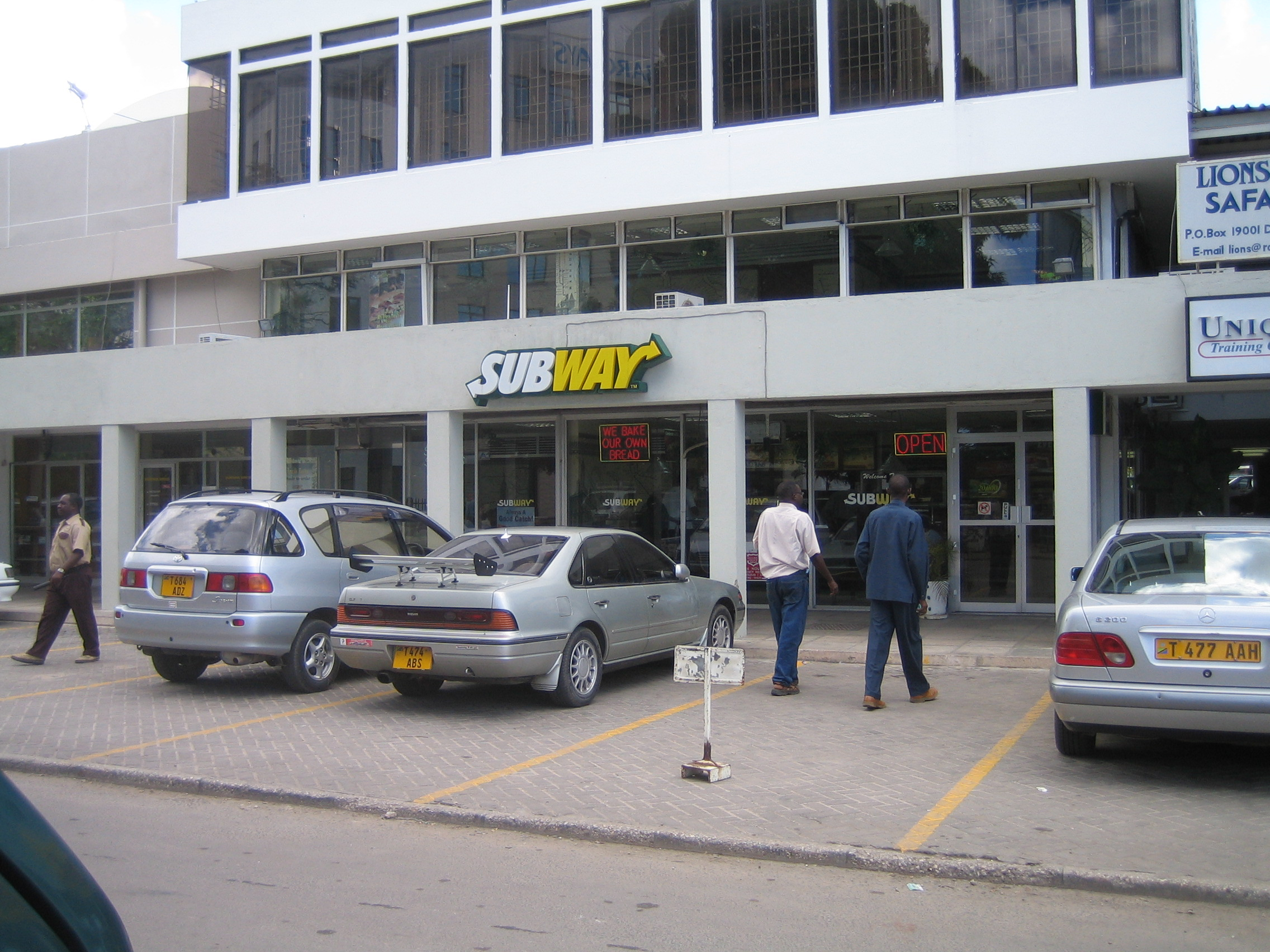
다르에스살람에 있는 써브웨이 체인점

다르에스살람은 탄자니아의 정치, 경제적으로 가장 중요한 도시이다. 농촌인구의 약 80%를 갖는 탄자니아의 다른 곳과 비교하여 제조, 무역과 다른 서비스업에 매우 높게 집중되어 있다. 예를 들어, 다르에스살람이 탄자니아 인구의 10%를 차지하고 있음에도 탄자니아 제조 고용 인구의 절반을 차지한다. 행정과 무역 중심지로서 2000년 이래 탄자니아의 높은 성장률로 불균형하게 이익을 얻고 있으며, 빈곤율은 탄자니아의 다른 지역보다 훨씬 낮다. 벤자민 윌럼 음카파 펜션 타워는 탄자니아에서 가장 긴 빌딩이다. 인도양의 천연 항구로서 탄자니아의 주요 철로와 고속도로가 시작하는 탄자니아 운송 체계의 중심지다. 또한 다르에스살람의 해안에서 탄자니아의 서쪽에 이웃하는 잠비아까지 연결하는 철도 인프라(TAZARA)가 있다. 줄리어스 니에레레 국제공항은 중동, 인도, 유럽, 다른 아프리카 나라들과의 연결점 역할을 한다.

## 인구

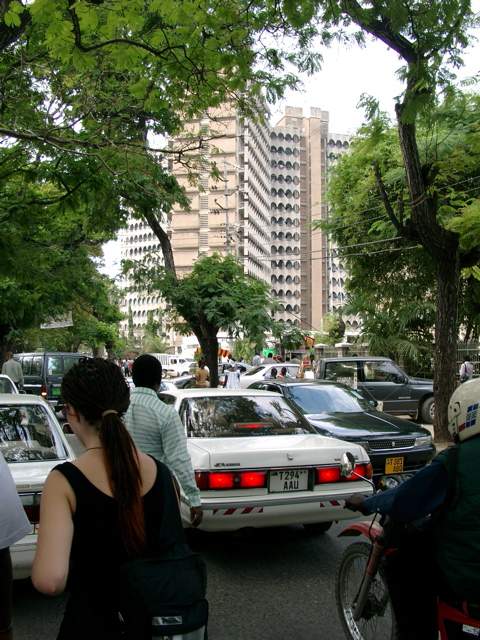
사모라 마셜 가(街)

다르에스살람은 인구가 500만을 넘는, 탄자니아에서 가장 큰 도시이다. 매년 인구 증가율은 4.3 %로 바마코와 라고스 다음으로 아프리카에서 3번째로 (세계에서 9번째) 빠른 성장을 한다. 대도시 인구는 2025년까지 570만명에 달할 것으로 예상된다.
- 1925년: 30,000
- 1948년: 69,000
- 1957년: 129,000
- 1972년: 396,000
- 2005년: 2,456,100
- 2022년: 7,405,000
- 2023년 : 7,776,000

## 기후
| 다르에스살람 (줄리어스 니에레레 국제공항, 1991년~2020년)의 기후 | 다르에스살람 (줄리어스 니에레레 국제공항, 1991년~2020년)의 기후 | 다르에스살람 (줄리어스 니에레레 국제공항, 1991년~2020년)의 기후 | 다르에스살람 (줄리어스 니에레레 국제공항, 1991년~2020년)의 기후 | 다르에스살람 (줄리어스 니에레레 국제공항, 1991년~2020년)의 기후 | 다르에스살람 (줄리어스 니에레레 국제공항, 1991년~2020년)의 기후 | 다르에스살람 (줄리어스 니에레레 국제공항, 1991년~2020년)의 기후 | 다르에스살람 (줄리어스 니에레레 국제공항, 1991년~2020년)의 기후 | 다르에스살람 (줄리어스 니에레레 국제공항, 1991년~2020년)의 기후 | 다르에스살람 (줄리어스 니에레레 국제공항, 1991년~2020년)의 기후 | 다르에스살람 (줄리어스 니에레레 국제공항, 1991년~2020년)의 기후 | 다르에스살람 (줄리어스 니에레레 국제공항, 1991년~2020년)의 기후 | 다르에스살람 (줄리어스 니에레레 국제공항, 1991년~2020년)의 기후 | 다르에스살람 (줄리어스 니에레레 국제공항, 1991년~2020년)의 기후 |
| 월                                                              | 1월                                                             | 2월                                                             | 3월                                                             | 4월                                                             | 5월                                                             | 6월                                                             | 7월                                                             | 8월                                                             | 9월                                                             | 10월                                                            | 11월                                                            | 12월                                                            | 연간                                                            |
| --------------------------------------------------------------- | --------------------------------------------------------------- | --------------------------------------------------------------- | --------------------------------------------------------------- | --------------------------------------------------------------- | --------------------------------------------------------------- | --------------------------------------------------------------- | --------------------------------------------------------------- | --------------------------------------------------------------- | --------------------------------------------------------------- | --------------------------------------------------------------- | --------------------------------------------------------------- | --------------------------------------------------------------- | --------------------------------------------------------------- |
| 역대 최고 기온 °C (°F)                                          | 35.8 (96.4)                                                     | 35.2 (95.4)                                                     | 35.0 (95.0)                                                     | 35.0 (95.0)                                                     | 32.9 (91.2)                                                     | 33.0 (91.4)                                                     | 31.8 (89.2)                                                     | 31.9 (89.4)                                                     | 33.8 (92.8)                                                     | 33.7 (92.7)                                                     | 34.0 (93.2)                                                     | 34.5 (94.1)                                                     | 35.8 (96.4)                                                     |
| 일평균 최고 기온 °C (°F)                                        | 32.4 (90.3)                                                     | 32.8 (91.0)                                                     | 32.4 (90.3)                                                     | 31.1 (88.0)                                                     | 30.3 (86.5)                                                     | 30.0 (86.0)                                                     | 29.7 (85.5)                                                     | 30.1 (86.2)                                                     | 30.8 (87.4)                                                     | 31.5 (88.7)                                                     | 31.7 (89.1)                                                     | 32.1 (89.8)                                                     | 31.2 (88.2)                                                     |
| 일일 평균 기온 °C (°F)                                          | 28.2 (82.8)                                                     | 28.2 (82.8)                                                     | 27.7 (81.9)                                                     | 26.7 (80.1)                                                     | 26.0 (78.8)                                                     | 24.6 (76.3)                                                     | 23.8 (74.8)                                                     | 24.1 (75.4)                                                     | 24.9 (76.8)                                                     | 26.1 (79.0)                                                     | 26.9 (80.4)                                                     | 27.9 (82.2)                                                     | 26.3 (79.3)                                                     |
| 일평균 최저 기온 °C (°F)                                        | 24.9 (76.8)                                                     | 24.5 (76.1)                                                     | 24.0 (75.2)                                                     | 23.2 (73.8)                                                     | 22.0 (71.6)                                                     | 20.3 (68.5)                                                     | 19.3 (66.7)                                                     | 19.1 (66.4)                                                     | 19.5 (67.1)                                                     | 20.8 (69.4)                                                     | 22.6 (72.7)                                                     | 24.2 (75.6)                                                     | 22.0 (71.6)                                                     |
| 역대 최저 기온 °C (°F)                                          | 18.1 (64.6)                                                     | 18.4 (65.1)                                                     | 19.6 (67.3)                                                     | 19.6 (67.3)                                                     | 15.9 (60.6)                                                     | 14.4 (57.9)                                                     | 13.7 (56.7)                                                     | 12.8 (55.0)                                                     | 14.2 (57.6)                                                     | 15.0 (59.0)                                                     | 17.6 (63.7)                                                     | 18.8 (65.8)                                                     | 12.8 (55.0)                                                     |
| 평균 강우량 mm (인치)                                           | 54.2 (2.13)                                                     | 70.8 (2.79)                                                     | 169.6 (6.68)                                                    | 263.6 (10.38)                                                   | 172.2 (6.78)                                                    | 31.3 (1.23)                                                     | 15.8 (0.62)                                                     | 17.8 (0.70)                                                     | 20.2 (0.80)                                                     | 77.3 (3.04)                                                     | 114.4 (4.50)                                                    | 110.2 (4.34)                                                    | 1,117.4 (43.99)                                                 |
| 평균 강우일수 (≥ 1.0 mm)                                        | 4.2                                                             | 4.2                                                             | 11.3                                                            | 16.6                                                            | 11.3                                                            | 3.9                                                             | 3.0                                                             | 3.1                                                             | 3.6                                                             | 5.4                                                             | 8.5                                                             | 7.5                                                             | 82.6                                                            |
| 평균 상대 습도 (%)                                              | 77                                                              | 76                                                              | 80                                                              | 84                                                              | 81                                                              | 78                                                              | 77                                                              | 76                                                              | 75                                                              | 76                                                              | 78                                                              | 78                                                              | 79                                                              |
| 평균 월간 일조시간                                              | 235.6                                                           | 223.2                                                           | 213.9                                                           | 156.0                                                           | 213.9                                                           | 222.0                                                           | 223.2                                                           | 266.6                                                           | 252.0                                                           | 275.9                                                           | 252.0                                                           | 241.8                                                           | 2,776.1                                                         |
| 평균 일일 일조시간                                              | 7.6                                                             | 7.9                                                             | 6.9                                                             | 5.2                                                             | 6.9                                                             | 7.4                                                             | 7.2                                                             | 8.6                                                             | 8.4                                                             | 8.9                                                             | 8.4                                                             | 7.8                                                             | 7.6                                                             |
| 출처 1: 미국 해양대기청                                         |                                                                 |                                                                 |                                                                 |                                                                 |                                                                 |                                                                 |                                                                 |                                                                 |                                                                 |                                                                 |                                                                 |                                                                 |                                                                 |
| 출처 2: 독일 기상청 (극값/상대습도/일조시간), 일본 기상청       |                                                                 |                                                                 |                                                                 |                                                                 |                                                                 |                                                                 |                                                                 |                                                                 |                                                                 |                                                                 |                                                                 |                                                                 |                                                                 |

## 참고
1. ↑  City Mayors: World's fastest growing urban areas (1)
2. ↑  “Dar es Salaam Climate Normals 1991–2020”. 《World Meteorological Organization Climatological Standard Normals (1991–2020)》. 미국 해양대기청. 2023년 9월 16일에 원본 문서에서 보존된 문서. 2023년 9월 16일에 확인함.
3. ↑  “Klimatafel von Daressalam (Flugh.) / Tansania” (PDF). 《Baseline climate means (1961-1990) from stations all over the world》 (독일어). 독일 기상청. 2021년 3월 3일에 원본 문서 (PDF)에서 보존된 문서. 2016년 5월 13일에 확인함.
4. ↑  
“Normals Data: Dar Es Salaam Int - Tanzania Latitude: 6.87°N Longitude: 39.20°E Height: 55 (m)”. 일본 기상청. 2022년 12월 1일에 확인함.